# Concerto voor dwarsfluit, hobo, harp en strijkkwartet

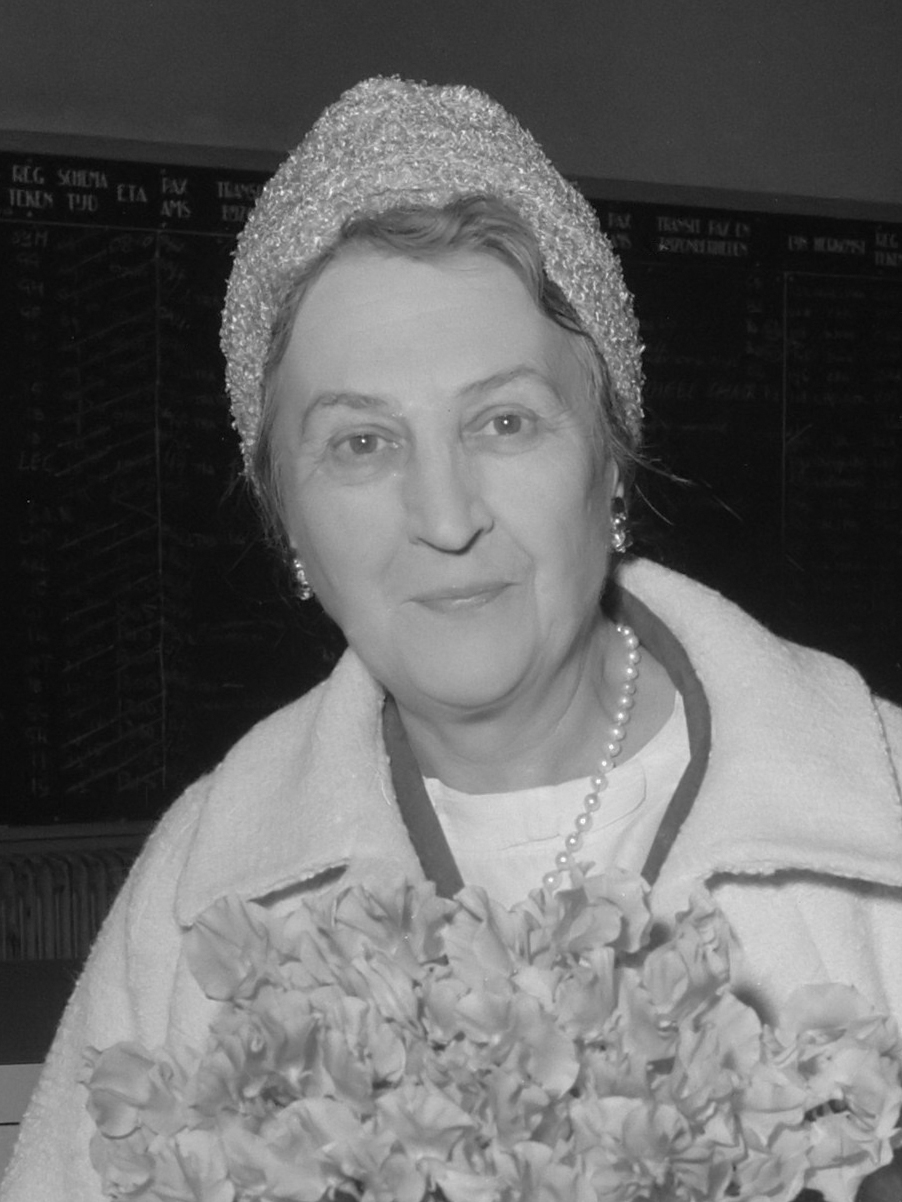
Maria Korsjinska in 1960

Het Concert voor dwarsfluit, hobo, harp en strijkkwartet is een compositie van Arnold Bax. Hij noemde het werk ook wel zijn septet.
In Bax’ oeuvre volgden twee werken met kamermuziek elkaar op in 1936. Eerst rondde hij zijn Threnodie en scherzo voor fagot, harp en strijksextet af en vlak daarna, maart 1936, was ook dit septet klaar. Het was destijds geen nieuw werk van Bax, Bax werkte een onuitgegeven maar destijds wel uitgevoerde (28 januari 1929) Sonate voor dwarsfluit en harp verder uit.
Het werk is opgedragen aan Graaf Benckendorff, de man van harpiste Maria Korsjinska, en zelf amateurfluitspeler. De originele sonate was ook aan hem opgedragen.
De première vond plaats op een concertavond geheel gewijd aan de muziek van Bax op 11 december 1936. Het concert van die avond werd onderbroken door de toespraak rondom de troonsafstand van Edward VIII van het Verenigd Koninkrijk.
Het concert voor dwarsfluit, hobo, harp, twee violen, altviool en cello heeft een klassieke driedelige opbouw van in dit geval gematigd snel-langzaam-gematigd snel:
- Allegro moderato
- Cavatina, lento
- Moderato giocoso